# Budagatti, Haveri
Budagatti là một làng thuộc tehsil Haveri, huyện Haveri, bang Karnataka, Ấn Độ.